# The Believers : Expériences vers l'inconnu
The Believers : Expériences vers l'inconnu est une série documentaire française créée en 2013 par Sandy Lakdar et réalisée par Jonathan Dailler. Produit par Gate 23 Productions, la série suit les enquêtes paranormales de Sandy Lakdar et Jonathan Dailler dans des lieux historiques. L'ensemble des saisons est actuellement diffusé en VOD sur Vimeo on demand. La saison 1 est diffusée depuis 2015 sur la chaîne Planète+ Aventure et Expérience. Depuis 2018 des épisodes spéciaux de The Believers sont produits par Inrees Production et disponibles en exclusivité sur la plateforme inrees.tv. La saison 2 est diffusée depuis juillet 2019 sur la chaîne Planète+ Aventure et Expérience.

## Concept
The Believers : Expériences vers l'inconnu est une série documentaire sur la recherche et la compréhension des phénomènes paranormaux liés à une possible survivance de l'âme. Sandy Lakdar et Jonathan Dailler enquêtent à travers l'Europe dans des lieux chargés d'histoire afin de ramener des preuves vidéos et audios. Après une introduction, chaque épisode commence avec la voix-off de Sandy Lakdar qui raconte l'histoire du lieu investigué, dans la majorité des cas les propriétaires des lieux et des historiens sont interviewés. En fonction des épisodes nous suivons Sandy & Jonathan découvrir les lieux pour la première fois. Viens ensuite la partie investigations de nuit. Le nombre de nuit passée diffère entre chaque épisode entre une et deux nuits.
Sandy & Jonathan utilisent différents équipements pour enregistrer et communiquer, caméras infrarouges (vision nocturne), boitier Mel Meter (appareils mesurant les champs électromagnétiques), baguettes en laiton, spiritbox, enregistreurs audio... Les appareils utilisés différés entre chaque épisode.

## Casting
Les membres permanents de la série sont Sandy Lakdar et Jonathan Dailler. D'autres personnes ont participé à certains épisodes en tant qu’enquêteurs et assistants, Pascal Jaubert, Théo Stefanini, Maxim Buendia et Denis Daubelcour RIP (émission de télévision). L’enquêteur en paranormal Zak Bagans (Ghost Adventures) fait une apparition dans le premier épisode de la saison 1 (Le château de Fougeret).

## Les épisodes

### Saison 01 (2014-2015)
1. Le château de Fougeret
2. Le château de Puymartin
3. L'observatoire de Camille Flammarion
4. L'ancien Ram Inn
5. L'hôpital de Newsham Park (Double épisode)
6. Vers un nouveau chapitre
7. Le château de Newcastle
8. Le château de Comlongon
9. La ville de Sunderland

### Saison 02 (2016-2017)
1. Un nouveau voyage commence
2. Le Fort de Lantin
3. Le moulin de Saint-Christol
4. La citadelle de Dinant
5. Le château d'Esquelbecq
6. Le Fort de Loncin
7. Le domaine de l'Abbé Saunière (Double épisode)

### Saison 03 (2017-2020)
1. Le Val de Consolation
2. La prison de Jedburgh
3. La maison De Grey Street
4. Retour au musée militaire de Sunderland
5. Le château l'évêque
6. Le château de Mâlain
7. Un pas de plus
8. Les Oubliés

### Saison 04 (2021-2022)
1. Le château d'Angers
2. Le château endormi
3. Spécial Halloween

### Épisodes Spéciaux / Inrees (2018-2021)
1. La maison forte de Reignac
2. Le Palais Vivienne
3. Le château de Commarque
4. Le Château de la Groulais

## Presse & Média
Des sujets sur la série ont été diffusés dans les magazines d'actualités Grand Central (Diffusion le 13 juin 2016) sur France 4 et dans Le Tube (Diffusion le 8 octobre 2016) sur Canal+. Sandy Lakdar et Jonathan Dailler sont intervenus dans les émissions de radio La Curiosité est un Vilain Défaut (RTL) et Lovin'Fun spéciale Halloween (Fun Radio). Le journal Le Parisien, La Dépêche du Midi, Journal l'Indépendant et le magazine Gonzaï on écrit sur la série.